# 안우
안우(安祐, 생년 미상 ~ 1362년 음력 2월 29일)는 고려의 무관이다. 본관은 탐진(耽津). 자(字)는 발도(拔都)인데, 이는 몽골어 ‘바토르’의 한문 음차 표기이다.

## 생애
탐진현 출신이다.
공민왕 원년(1352년) 10월 12일에 군부판서(軍簿判書)로 임명되었으며, 이듬해 5월 19일에는 응양군상호군(鷹揚軍上護軍)으로서, 밀직사(密直使) 이타선첩목아(李也先帖木兒)와 함께 원(元) 황후의 탄일을 축하하는 사신으로 원에 파견되었다. 공민왕 3년(1354년)에 전리판서(典理判書)가 되고 얼마 지나지 않아, 6월 13일에 원의 요청에 따라 염제신(廉悌臣) · 김용(金鏞) · 정세운(鄭世雲) · 최영(崔瑩) · 이방실(李芳實) 등과 함께 원에서 장사성(張士誠)이 일으킨 농민반란을 진압할 원군의 지휘관으로 발탁되었고 21일에 다른 지휘관들과 마찬가지로 오성군(鼇城君)에 봉해졌다. 공민왕 5년(1356년) 5월 7일에 돌아와 원에서 공민왕에게 보내는 옷과 술 등의 하사품을 바쳤고, 7월에 지추밀원사(知樞密院事), 11월 3일에는 지문하성사(知門下省事)가 되었다.
공민왕 7년(1358년) 2월에는 참지중서정사(叅知中書政事)가 되고 얼마 뒤인 5월 14일, 왜구가 교동(喬桐)에 쳐들어오고 개경에 계엄이 내려졌을 때 안우는 동강병마사(東江兵馬使)로서 왜적을 방비하는 임무를 맡았으나 25일에 군량 수송 문제를 이유로 서강병마사(西江兵馬使) 이춘부(李春富)와 함께 소환되었다. 6월 16일에 안주군민만호부만호(安州軍民萬戶府萬戶)가 되었는데, 재추(宰樞)가 조도문(祖都門) 밖에서 전송하는 연회를 열었을 때 술에 취해 드러누워서 한낮이 되도록 일어나지 않아 휘하 사람들이 보며 원망하였다.
공민왕 8년(1359년) 6월 기철이 제거된 뒤 공을 논할 때 1등이었다. 그런데 곧 모거경(毛居敬) 등이 거느린 홍건적이 압록강을 건너 쳐들어와 의주(義州), 정주(靜州), 인주(麟州) 등지가 함락되었고, 예전 안우의 부관이었던 도지휘사(都指揮使) 김원봉(金元鳳)도 인주에서 죽었다. 11월 30일에는 서북면원수(西北面元帥)로 임명된 경천흥(慶千興)의 부(副)를 맡아, 인주를 공격해 달아나는 홍건적을 뒤쫓아 30여 명을 죽였다. 12월에 철주(鐵州)에서 이방실 · 장군 이음(李蔭) · 이인우(李仁祐) 등과 함께 홍건적을 격퇴하는 공을 세웠다. 《고려사》 열전에는 이때 안우가 70여 기(騎)를 거느리고 전장으로 가다가 산에 올라 말을 쉬게 하는데, 적의 수장 모귀양(毛貴揚)의 병사가 들이닥치자 장사들이 모두 놀라 얼굴빛을 잃은 가운데 안우는 태연하게 담소하며 몸을 돌려 손을 씻고 양치질까지 하고서 조용히 말을 타고 군사를 거느려 싸웠고, 전승 소식을 들은 공민왕이 사신을 시켜 안우에게 금대를 내렸다고 한다. 12월 16일에 다시 철주로 쳐들어온 홍건적을 청강에서 또 한 번 맞아 쳐부수지만, 곧 다음 전투에서 패하여 정주(定州)로 물러났고, 얼마 뒤 홍건적에 의해 서경이 함락되었다.
공민왕 9년(1360년) 1월 27일에 안주군민만호부도만호(安州軍民萬戶府都萬戶)가 되었다. 2월 2일에 함종(咸從)으로 진군하여 홍건적과 전투를 치렀는데, 처음에는 불리하였으나 홍건적과 항거하면서 동북면천호(東北面千戶) 정신규(丁臣桂)가 병사 1천을 이끌고 도착하고, 의주로 향했던 홍건적 일부도 중랑장 류당(柳塘) · 낭장(郞將) 김경(金景)과 천호(千戶) 장륜(張倫)에 의해 격퇴되고 정주성(靜州城)에서 섬멸되었다. 함종에서 안우 등의 고려군은 홍건적의 목책을 포위 공격하여 적 2만 급을 죽이고, 가짜 원수(僞元帥) 침자(沈刺) · 황지선(黃志善)을 사로잡았다. 16일에는 이방실 등과 함께 홍건적을 옛 선주(宣州)까지 내쫓는데 성공했다. 살아서 압록강(鴨綠江)을 건너 달아난 홍건적은 3백 명 남짓이었다(《고려사》). 3월 25일 안우는 적의 장수를 생포한 공로로 추충절의정란공신(推忠節義定亂功臣)의 호와 중서평장정사(中書平章政事)의 직책을 받았다. 8월에는 참지정사(叅知政事)가 되었다.
공민왕 10년(1361년) 홍건적은 다시 20만에 달하는 무리를 거느리고 압록강을 건너 쳐들어왔다. 안우는 상원수(上元帥)가 되었고, 이방실 등과 함께 휘하 병사를 거느리고 개주(价州) · 연주(延州) · 박주(博州) 등의 주에서 홍건적을 공격하여 이겼다. 안우의 휘하 조천주(趙天柱) · 정리(鄭履) · 장신보(張臣補) · 이원규(李元桂) · 홍선(洪瑄) · 정세(鄭詵) 등이 거느리는 보기(步騎) 4백이 박주에서 백여 급을 베는 등 승리를 거두고, 군을 지휘해 안주에 이르렀으며 이 사실을 공민왕에게 고했다. 공민왕은 그 공로로 안우를 도원수(都元帥)가 삼고, 관문 바깥의 일은 안우가 통제하도록 했다. 하지만, 홍건적의 반격으로 상장군 이음과 조천주가 죽고, 절령책(岊嶺柵)이 격파되어 안우 · 김득배 등도 단기로 도망쳐 왔다. 공민왕은 남쪽으로 몽진할 것을 결심했고, 근신을 모아 개경에서 병사들을 모으게 했지만 모집에 응하는 자는 몇 명되지 않았다. 안우 등은 "신들이 이곳에 남아 적을 막겠으니 왕께서는 가십시오" 라며 왕에게 남쪽으로 갈 것을 권했다고 한다. 공민왕이 남쪽으로 떠나고 며칠 뒤 홍건적은 개경을 함락시켰다. 이듬해인 공민왕 11년(1362년) 1월 17일, 안우는 이방실, 황상(黃裳), 한방신(韓方信), 이여경(李餘慶), 김득배, 안우경(安遇慶), 이귀수(李龜壽), 최영 등과 함께 20만 병사를 거느리고 개경 동쪽 교외의 천수사(天壽寺) 앞에 진을 쳤고, 총병관(摠兵官)이 된 정세운이 여러 장수들을 지휘하여 1월 18일, 개경을 탈환하는데 성공한다.
그러나 평소 정세운이 왕에게 총애를 받는 것, 나아가 안우 · 김득배 · 이방실 등이 큰 공을 세운 것을 시기하던 김용은 정세운을 죽이라는 내용의 가짜 문서를 만들고, 그것을 조카인 전 공부상서(工部尙書) 김림(金琳)을 시켜 몰래 안우 등에게 주어 왕의 교지라 속여서 정세운을 죽이게 하면서 “정세운이 본래 경들을 꺼려하니 적을 격파한 뒤엔 반드시 화를 면치 못할 것이다”라며 꼬드겼고, 안우와 이방실은 김득배를 설득해 1월 22일, 정세운을 꾀어 술자리에 불러들이고 그가 안심하고 있는 틈을 노려, 옆에 서있던 장사에게 눈짓을 보내어 정세운을 죽이게 했다. 다음날인 23일에 정세운의 승전보가 공민왕에게 도착했고, 공민왕은 기뻐하며 직문하(直門下) 김진(金瑱)을 보내 노고를 치하하고 여러 장수들을 행재(行在)로 불러들여 그 마음을 안정시키려 했는데, 복주수(福州守) 박지영(朴之英)이 재상에게 “방실이 혼자 세운을 죽였고 안우 등도 해를 입었다.”고 하자 왕은 노하고 다른 변이 있을까 두려워하여 곧 김진을 불러들이고 병사를 모아 치고자 했다. 이때 판사(判事) 김현(金賢) · 상장군 홍사우(洪師禹)가 와서 여러 장수들이 쓴 정세운을 비방하는 내용의 글을 바치자 왕은 도리어 크게 기뻐하며 현에게 금은 · 포백(布帛)을 내리고 김진을 다시 보내 개선할 것을 독촉하였으며, 다시 지주사(知奏事) 원송수(元松壽)를 보내어 여러 장수들에게 옷과 술을 내렸다.
안우가 함창현(咸昌縣)에 이르렀을 때 왕은 대신으로서 계획이 있는 자를 발탁해 맞이하게 하였는데, 이에 시중 류탁(柳濯)이 발탁되어 무릎을 꿇고 술을 마시며 안우에게 서서 마실 것을 청했고, 안우가 듣지 않자 류탁은 “지금 공이 삼한(三韓)을 수복하여 내가 감히 작위를 마음에 두겠는가? 한 잔 뒤에 어찌 다시 입음(立飮)을 청할 것인가?”하고 눈물을 흘렸다고 한다. 2월 29일, 안우가 개선하여 돌아와 궁으로 나아가 왕을 알현하려 할 때, 김용의 지시를 받은 목인길(睦仁吉)이 안우를 중문(中門)으로 끌어내어, 문지기가 그의 머리를 때려 죽였다. 안우는 얼굴빛 하나 바뀌지 않고 세 번이나 차고 있던 주머니를 들어 보이며 “조금만 기다려라. 주상의 앞에 가서 주머니 속의 이 글을 보인 뒤에 죽음을 받겠다.”고 외쳤지만 왕은 이를 듣지 못했고, 안우는 결국 죽임을 당해 쓰러졌다. 안우가 말한 주머니 속의 글이란 정세운을 죽이라고 지시한, 왕명을 빙자해 김용이 위조한 왕지였고, 안우가 죽던 당시에 왕은 “너희가 멋대로 정세운을 죽여서 몸과 머리를 떼어 놓았지만 지금 너희를 죽이지 않는 것은 큰 공이 있어서다.” 라는 전지를 내리고 있었다. 위조된 전지를 전했던 김림도 자신의 소행이 누설될 것을 우려한 김용에 의해 피살되고, 뒤이어 이방실과 김득배 역시, 김용이 보낸 대장군 오인택(吳仁澤) · 어사중승(御史中丞) 정지상(鄭之祥) · 만호 박춘(朴椿) · 김유(金庾)에 의해 각기 용궁현(龍宮縣)과 산양현(山陽縣)에서 살해되었다.
《고려사》에는 왕은 안우가 죽고 그의 어린 아들이 벌거벗고 길에 돌아다닌다는 소식에 크게 슬퍼하며 궁중으로 불러다 그 돌아갈 곳을 묻고 보냈으며, 안우의 휘하 사졸들이 놀라 흩어지자 왕이 불러들여 술과 음식을 주며 위로하였다고 한다. 한편 《고려사》 열전에는 당시 나이가 열 살 남짓이던 안우의 아들이 이방실의 아들과 함께 저자에서 놀고 있으면, 개경 사람들은 “지금 우리들이 편안히 자고 먹고 하는 것은 세 원수(元帥)님의 공이다.” 라며 저마다 음식을 주었고, 눈물을 흘리는 자도 있었다고 한다.

## 거주지
《신증동국여지승람》 전라도 강진현조에는 강진읍성 남쪽에 안우의 집터가 있었다고 기록하고 있다.

## 안우가 등장하는 작품

### 드라마
- 《신돈》(MBC, 2005년~2006년, 배우:이새벽)

## 같이 보기
- 이방실
- 김득배
- 홍건적의 난